# 戈克塔瀑布
戈克塔瀑布（Gocta）当地称为“湫泪落”(Chorrera),意味滴落瀑布。这个瀑布靠近科卡钦瓦村(Cocachimba)和圣保罗(San Pablo)村。这些村落位于秘鲁东北的亚马孙大区邦加拉省瓦雷拉区(Valera)。

## 历史
当地居民总是把这个瀑布叫做戈克塔(Gocta)。科卡钦瓦村(Cocachimba)和科卡村(Coca)的人们把瀑布叫做湫泪落(Chorrera)。在这同一个山谷中大约有22个瀑布(湫泪落)。
2006年3月，由德国探险家Stefan Ziemendorff领导的一批探险队决定对这个瀑布进行地形测量。他们发现这个540米高的瀑布是世界上第五高的瀑布。
1. 在玻利瓦尔城（委内瑞拉）的天使瀑布（Kerepakupai Merú) 有 979 米高。
2. 在挪威的科耶拉佛森瀑布 (Kjeragfossen) 有715米高。在一年中的某一些季节，这个瀑布会干涸。
3. 在玻利瓦尔城 （委内瑞拉）的库克南瀑布 （Salto Kukenaam）有 674米高。在一年中的某一些季节，这个瀑布会干涸。
4. 冰川吊坠瀑布 （Ventisquero Colgante）在智利的艾森大区，这个瀑布有549米高。
5. 戈克塔瀑布 （Gocta）在秘鲁的亚马逊大区，这个瀑布有540米高。

这个瀑布总高度为771米，所名列世界瀑布排名第15名。在这个排名榜上，胡宁省的三姊妹瀑布为914米排名第3名，亚马逊大区的云比亚瀑布为896米排名第5名。

## 傳說
这个瀑布有两个传说。第一个传说关于一位受诅咒的金发美丽的美人鱼与一条长蛇一起守护一个金罐。
第二个传说是讲一个叫胡安·门多萨当地人。有人说这个人消失的原因是因为他被一些在瀑布后的岩石迷住了。

## 遊覽景点
许多游客游览戈克塔瀑布。他们从查查波亚斯开始他们的旅行，然后他们到科卡钦瓦村。从那边可以开始徒步旅行，能看到有意思的海岸地区和高地地区的动植物。在科卡钦瓦村宿处休息的时候就能看到这个瀑布。这段旅程是秘鲁北部旅游路线的一部分。游览亚马孙大区时，还能参观丛林地区的自然保护区。这些都是尚未遭受破坏的地区，也是很多濒危动物住的地方。同时，旅游路线包括Kuelap古堡（印加帝国征服查查波亚斯文化前，他们在十到十四世纪之间建了这个堡垒）、Carajía石棺、Revash陵墓、Leimebamba博物馆、Los Cóndores湖、在亚马孙大区的印加古道、Gran Vilaya路线、Quiocta洞穴等等。